# Prionyx trichargyrus
Prionyx trichargyrus är en biart som först beskrevs av Maximilian Spinola 1839.  Prionyx trichargyrus ingår i släktet Prionyx och familjen grävsteklar. Inga underarter finns listade i Catalogue of Life.